# Demetri Martin

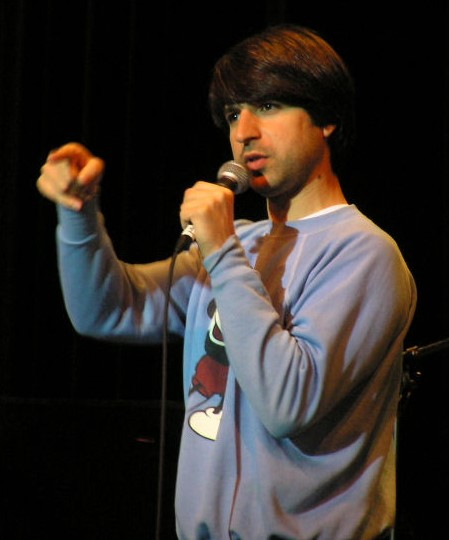
Demetri Martin (April 2007)

Demetri Martin (* 25. Mai 1973 in New York City, New York) ist ein US-amerikanischer Komiker, Schauspieler und Drehbuchautor.

## Leben

### Kindheit und Jugend
Demetri Martin, Sohn von Dean H. Martin, einem griechisch-orthodoxen Priester, und dessen Frau Lillian Martin, einer Ernährungsberaterin, wuchs in Toms River im US-Bundesstaat New Jersey auf. Seine Familie schuf sich zudem ein zweites finanzielles Standbein, indem sie in Beachwood (New Jersey) ein Restaurant eröffnet hatte.
Nach seinem Abschluss an der Yale University, im Jahr 1995, schrieb sich Martin an der New York University School of Law ein, um Rechtswissenschaft zu studieren. Ein Jahr vor dem regulären Ende brach er, trotz Einwände seiner Eltern, sein Studium ab, um es als Standup-Comedian zu versuchen.

### Karriere
2001 erfolgte für Martin der Durchbruch, als er in Premium Blend, einer Sendung für Nachwuchskomiker auf dem Spartenkanal Comedy Central zu sehen war. Mit seiner eigenen Show If I … gewann er im Jahr 2003 im schottischen Edinburgh den Edinburgh Comedy Award. Im selben Jahr nahm ihn der bekannte Talkshow-Moderator Conan O’Brien unter Vertrag, für den Martin bis 2004 in über 130 Ausgaben der Late Night Show with Conan O’Brien als Pointenschreiber tätig war. 2008 bekam er zudem mit Important Things with Demetri Martin seine eigene Sendung auf Comedy Central.
Martins Karriere als Schauspieler begann im Jahr 2002 in einer kleinen Nebenrolle in der Filmkomödie Reine Nervensache 2 an der Seite von Billy Crystal und Robert De Niro. Ebenfalls einen Kurzauftritt absolvierte Martin 2008 in der Komödie Paper Heart. Seinen internationalen Durchbruch erzielte er jedoch erst im Jahr 2009, als er in Taking Woodstock unter der Regie von Ang Lee den LGBT-Aktivisten Elliot Tiber verkörperte.

## Filmografie (Auswahl)
Darsteller
- 2002: Reine Nervensache 2 (Analyze That)
- 2008: The Rocker – Voll der (S)Hit
- 2009: Taking Woodstock (Taking Woodstock)
- 2011: Take Me Home Tonight (Take Me Home Tonight)
- 2011: Contagion

Drehbuchautor
- 2016: Dean

## Veröffentlichungen
- 2006: These Are Jokes (Videoalbum, US: Platin)[2]
- 2011: This Is a Book. ISBN 978-0-446539708
- 2013: Point your Face at This